# Дом № 41 по улице Дорошенко
Дом № 41 по улице Дорошенко (укр. Будинок на вулиці Дорошенка, 41) во Львове — трёхэтажное здание, бывшая грекокатолическая духовная семинария и богословская академия. Ныне в нём располагаются географический факультет, кафедра иностранных языков, архив и издательский центр Львовского национального университета имени Ивана Франко. Дом является памятником архитектуры местного значения № 912-Лв.

## История

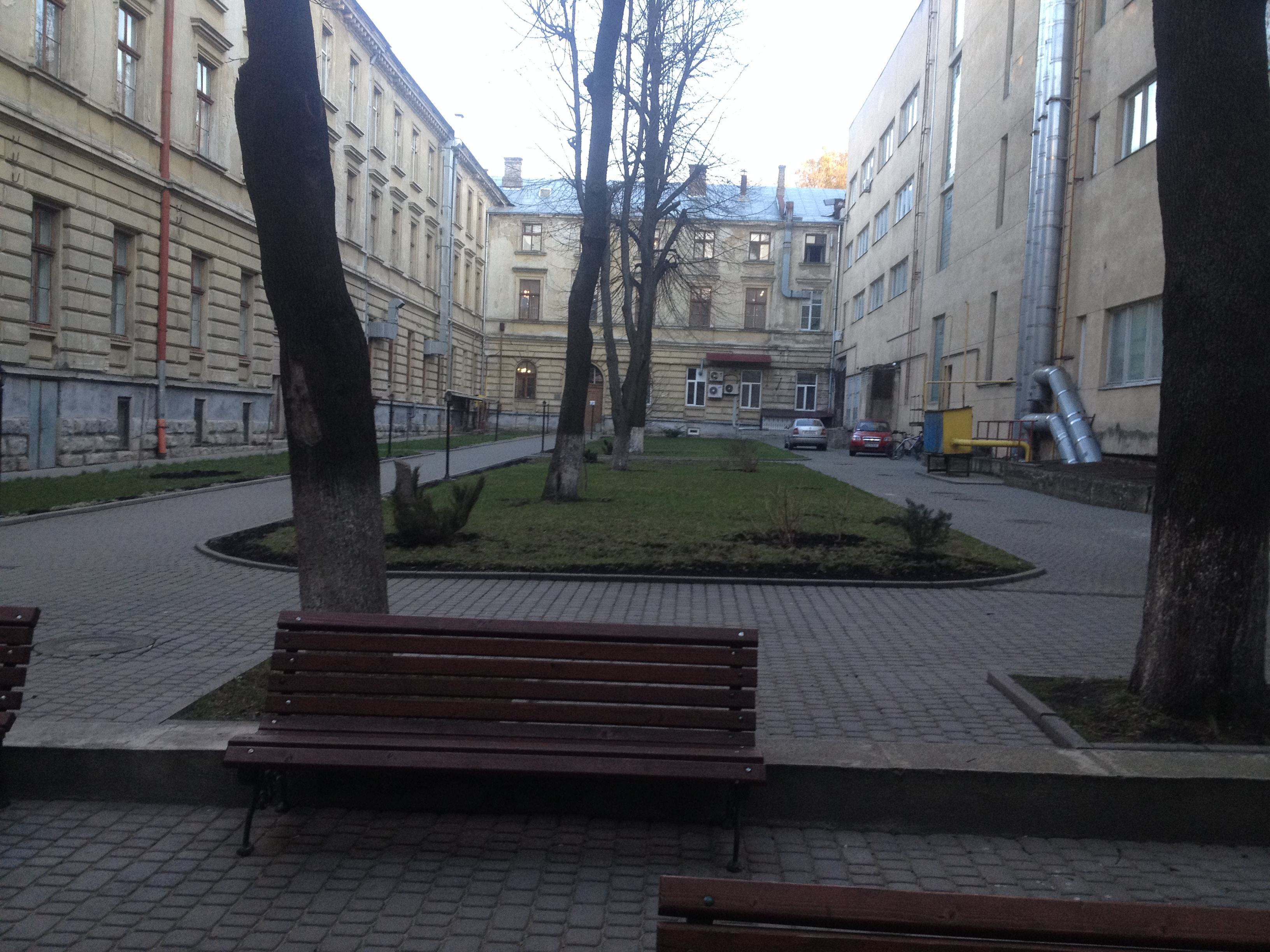
Двор географического факультета (2015)

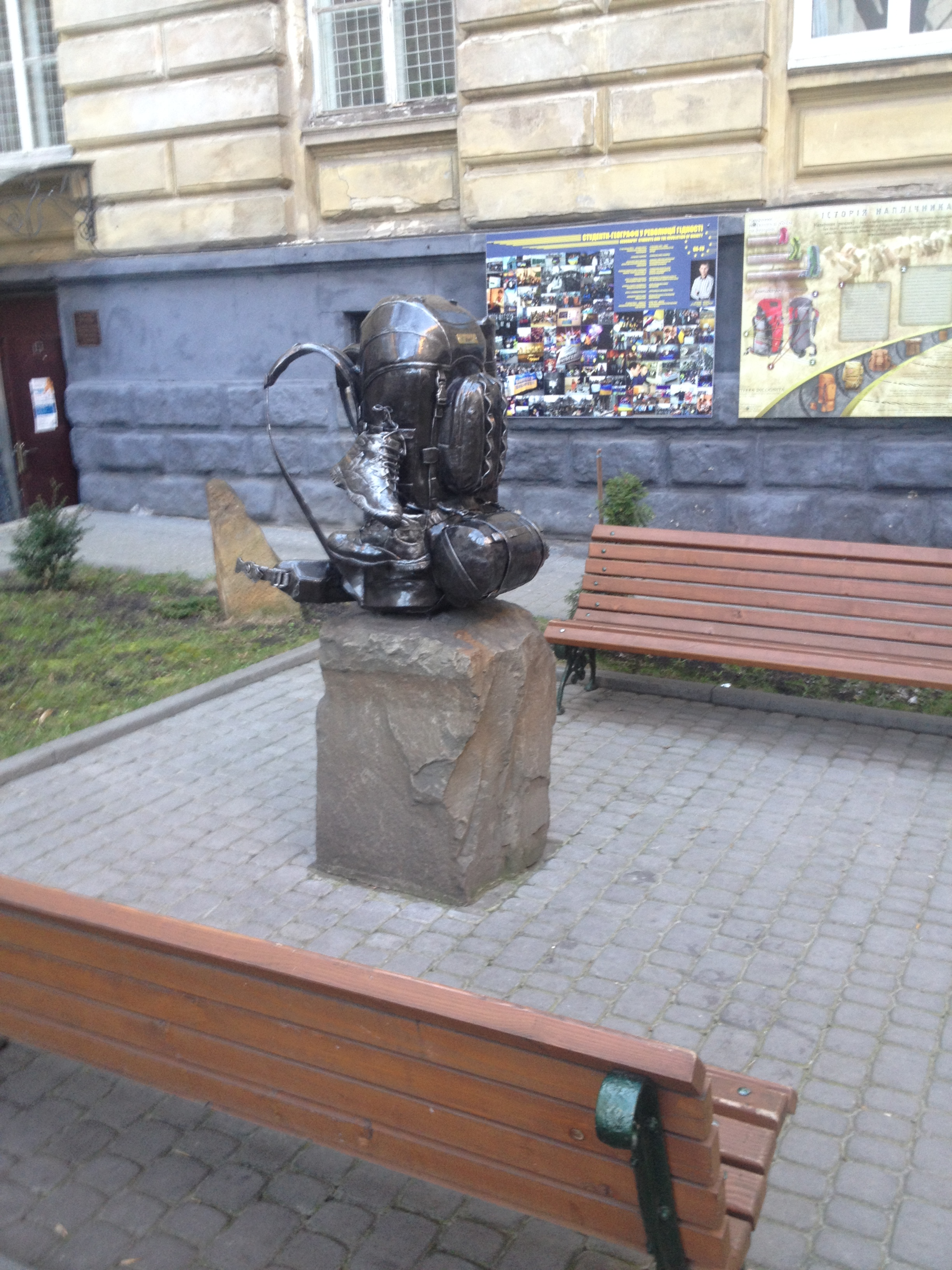
Памятник рюкзаку у дома

На территории, ныне занимаемой географическим факультетом Львовского университета, до конца XVIII века размещался монастырь доминиканок вместе с большим садом. Этот монастырь был заложен в 1627 году в Галицком предместье при Сокольнической дороге (нынешняя улица Коперника). В 1729 году Теофилия Лещинская, сестра польского короля Станислава Лещинского и жена Януша Антония Вишневецкого, инициировала перестройку монастыря и костёла Святой Екатерины Сиенской. Строительные работы продолжались до 1750-х годов, в ходе которых по проекту Мартина Урбаника была возведена барочная колокольня.
После кассационных реформ императора Иосифа II в 1783 году ансамбль монастыря отдали украинской общине под новообразованную Грекокатолическую духовную семинарию (с 1929 года — Богословская академия), а костёл был преобразован в семинарскую церковь Святого Духа. Тогда же в церкви был установлен пятиярусный иконостас работы художника Луки Долинского, резьбу к которому выполнил скульптор Иван Щуровский.
В конце XIX века помещения и территории семинарии Святого Духа были переоборудованы (на участке между нынешними улицами Дорошенко, Коперника и Словацкого). На территории, которую ныне занимают географический факультет ЛНУ (улица Дорошенко, 41) и главпочтамт, когда-то находился садом Грекокатолической семинарии. Эту большую площадь отдали под строительство нового корпуса семинарии, старые же здания разобрали. Новые корпуса духовной семинарии были возведены в 1889 году в неоренессансном стиле по проекту львовского архитектора Сильвестра Гавришкевича. В другой части бывшего сада в 1887—1889 годах было построено здание главпочтамта (фирмой Л. Рамулта и Ю. Цибульского).

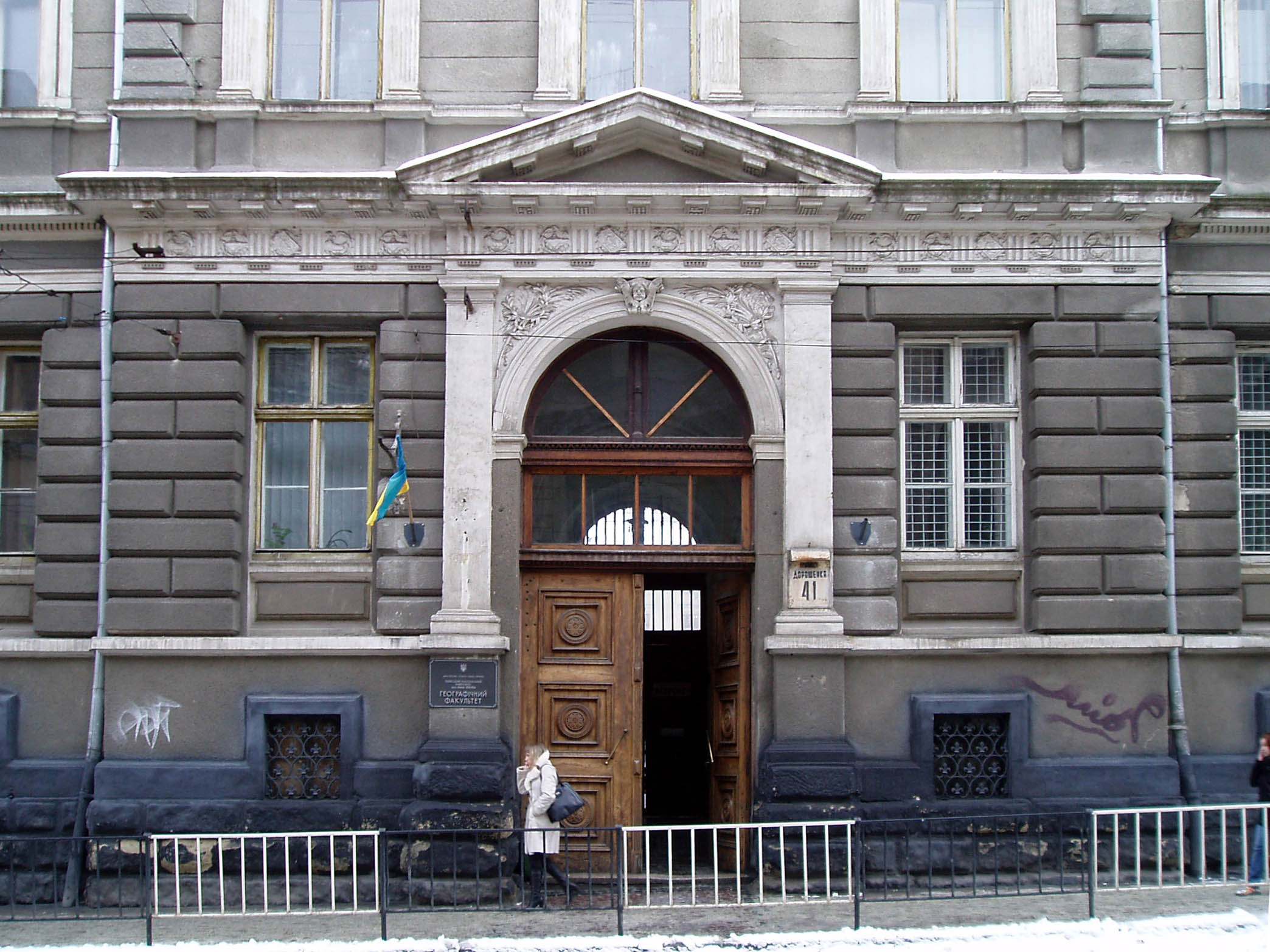
Вход в здание со стороны улицы Дорошенко

После Первой мировой войны половину здания занимала духовная семинария, а вторую половину — гимназия малой семинарии. Во время Польско-украинской войны дом сильно пострадал из-за близкого расположения к главпочтамту, который польские войска брали штурмом, а через подвалы семинарии пробрались к середине здания почты. Во время бомбардировки Львова в 1939 году корпус семинарии был повреждён, а здание церкви Святого Духа при семинарии разрушено. С установлением советской власти началась насильственная ликвидация Грекокатолической церкви, в результате чего здание было отдано Львовскому университету. В доме были размещены студенческое общежитие и спортзал, потом военная кафедра, а в 1975 году — географический факультет. На руинах церкви в 1950-х годах была обустроена спортивная площадка, а уже в 1970-х годах здесь был построен новый корпус автоматической телефонной станции, так как старый корпус оказался маловат.